# Hausvogt
Der Hausvogt war ein Vertreter oder Beamter, der die Einhaltung der Ordnung in einem Schloss und dem dazugehörenden Gebiet (Burgfreiheit) gewährleisten sollte. Er übte die niedere Gerichtsbarkeit über Bedienstete und weitere Personengruppen aus. Die weiteren Kompetenzen waren an verschiedenen Orten und Zeiten unterschiedlich.
Auch der Hausverwalter eines Klosters erhielt gelegentlich diese Amtsbezeichnung.

## Berlin

### Geschichte
In Berlin war der Hausvogt vor allem für die Einhaltung der Ordnung im Schloss zuständig. Seine Bedeutung war in der höfischen Rangfolge relativ niedrig. Er hatte dafür zu sorgen, dass die Ordnung bei Empfängen und im allgemeinen Ablauf eingehalten wurde.
Der Hausvogt stand dem Hausvogtei-Gericht vor. Seine Hauptaufgabe war die Ausübung der niederen Gerichtsbarkeit über Bedienstete und Handwerker sowie über die Bewohner der Burgfreiheit. Seit dem 18. Jahrhundert war es auch für die Juden der Stadt Berlin zuständig.
Die Hausvogtei befand sich bis zum 17. Jahrhundert in einem Haus zwischen Schloss und alter Domkirche. Sie wurde dann nach Friedrichswerder verlegt, später auf den jetzigen Hausvogteiplatz. Dort war im 19. Jahrhundert das Polizeigefängnis.

### Hausvögte (Auswahl)
- Ritter Hans von Krummensee, 1524 erwähnt[5]
- Gottfried Preuße, 1666–1671[6]
- Bernhard Speckhan, 1671–1675
- Wendelin Lonicer, 1675–1714
- Carl Otto Lonicer, 1714–1722
- Johann George Haag, 1746–1755, auch Kammergerichtsrat[7]
- Johann Otto Uhden, 1755–?
- Johann Gottfried Christian Straßburg, 1768 erwähnt, auch Hof-, Kammergerichts- und Kriminalrat[8]

## In der Literatur
Im Jedermann von Hugo von Hofmannsthal hat der reiche Mann einen Angestellten mit diesem Titel.